# 릴레스트룀

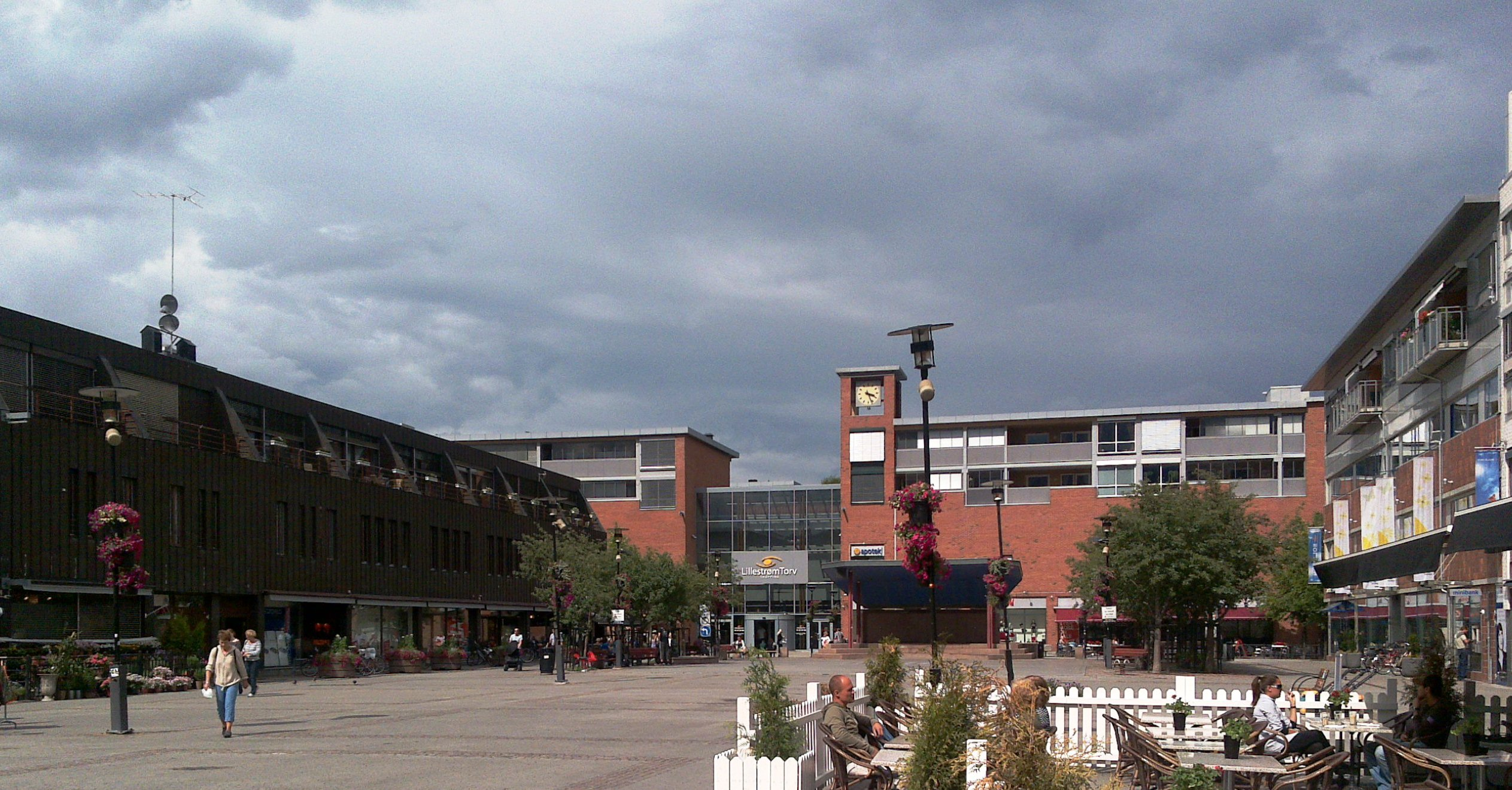
릴레스트룀

릴레스트룀(노르웨이어: Lillestrøm)은 노르웨이 아케르스후스주의 도시로 인구는 약 14,000명이다. 행정 구역상으로는 셰즈모 시에 속한다. 노르웨이의 수도인 오슬로에서 북동쪽으로 18km 정도 떨어진 곳에 위치한다.